# Сє Лін'юнь
Сє Лін'юнь (谢灵运, 385 — 433) — державний діяч, поет часів династії Цзінь.

## Життєпис
Походив з впливового аристократичного клану військових та спадкових чиновників Сє. Народився у 385 році у родинному маєтку Шіньін (сучасне с. Шан'юй округу Шаосін провінція Чжецзян). Син чиновника Сє Хуана. Бабцею по материнської лінії Сє Лін'юня була донька відомого каліграфа Ван Січжи. Батько помер, коли Лін'юнь був дитиною. Під впливом цього пішов до буддистського монастиря, з якого повернувся лише у 399 році.
Незабаром після цього — у 406 році — його було прийнято на державну службу, він отримав титулу гуна. Тоді ж отримав посаду у провінції Хенань. Проте служба була не тривалою. В цей час почалися повстання, які значно послабили імперію. У 413 році він допомагав генералу Лю Юю придушити повстання на півдні. Цією обставиною скористався родич імператорського роду Лю Юй, який захопив владу, ставши фактичним володарем імперії. Але Сє Лін'юнь продовжував підтримувати імператорів роду Сима. Тому на деякий час зберіг свій вплив при дворі — 416 року увійшов до уряду. Тому після того, як у 420 році Лю Юй повалив династію Цзінь й заснував династію Лю Сун родина Сє втратила вплив. Самого Лін'юня понизили у титулі — з гуна до хоу (маркіза). Згодом його відправлено у заслання до м. Юньцзі (сучасне м.Веньчжоу в провінції Чжецзян). У 421 році Сє пішов у відставку, посилаючись на погіршення здоров'я.
Він оселився у власному маєтку, де мешкав до 426 року, коли був викликаний до двору нового володаря Вень-ді. Тут він перебував до 428 року, коли повернувся додому. Втім у 430 році Сє Лін'юнь був змушений повернутися до двору, щоб спростувати підозри у змові. У 431 році його відправлено у заслання до сучасної провінції Цзяньсі, а у 432 році переведено до Гуанчжоу. Втім у 433 році володар держави Лю Сун Вень-ді засудив Сє Лін'юня до страти за підозрою у повстанні в Гуанчжоу, що незабаром й відбулося.

## Творчість
Основний жанр, який використовував Сє Лін'юнь був фу. Він був майстром пейзажної лірики, здебільшого описував гори та струмки, поля та садки. Найвідомішими творами є «Фу після повернення з гір». Також відомим є вірш «На мотив «Біля ставка». який він присвятив братові Сє Хайланю, а назва цього вірша стала крилатим виразом таємничої сили натхнення. Деяка частина доробку складають вірші, де відображені тогочасні політичні події. Перше зібрання творів вийшло за династії Сун. Воно складалося з 19 сувоїв-цзюанів.

## Винахід
У часи, коли Сє Лін'юнь не займав державних посад або не був при дворі, він багато блукав різною місциною. Тому для більшої зручної винайшов особливий тип дерев'яних черевиків із шипами, які він міг регулювати залежно від того, що був на рівній землі або в горах. 